# 東みよし町立足代小学校
東みよし町立 足代小学校（ひがしみよしちょうりつ あしろしょうがっこう）は、徳島県三好郡東みよし町足代にある公立小学校。

## 沿革
- 2006年 - 所在地の三好町が町村合併のため東みよし町となり東みよし町立足代小学校となる。

## 校訓
- 清く
- 正しく
- 強く

## 通学区域が隣接している学校
- 東みよし町立昼間小学校
- 三好市立辻小学校
- 東みよし町立加茂小学校
- 三好市立芝生小学校

## 関連学校
- 東みよし町立三好中学校